# Cool (Gwen Stefani)
Cool is een single van Gwen Stefani, afkomstig van haar eerste solo-album Love. Angel. Music. Baby.. Het nummer werd geschreven door Stefani en Dallas Austin. Het is een autobiografische en ingetogen song over de breuk van haar relatie met No Doubt-gitarist Tony Kanal. De single werd in de Verenigde Staten uitgebracht op 1 mei 2005 en wereldwijd in augustus van datzelfde jaar.

## Kritieken
Cool werd goed onthaald door de muziekpers. In het muziekmagazine Blender verscheen Cool in de top 100 van allerbeste singles uit 2005.

## Videoclip
De videoclip werd geregisseerd door Sophie Muller en werd opgenomen aan het Italiaanse Comomeer. Het toont een tafereel van een man die met zijn nieuwe vriendin op bezoek gaat bij zijn ex-geliefde. Stefani speelt de rol van ex-geliefde, de rol van de man wordt gespeeld door Spaans acteur Daniel González en de rol van de nieuwe vriendin wordt gespeeld door Erin Lokitz, de huidige vriendin van No Doubt's Tony Kanal. In de video zijn korte stukjes flashbacks te zien waarin Stefani een donkere haarkleur heeft. De video debuteerde op 30 juni 2005 op de Amerikaanse muziekzender MTV.

## Hitnotering
Cool kwam op 17 september 2005 binnen in de Vlaamse Ultratop 50. De single stond vijf weken in de hitparade en bereikte met een zesendertigste plaats zijn hoogste positie. In de Nederlandse Top 40 bereikte de song een zesde plaats en bleef in totaal tien weken in de hitparade staan.

## Inhoud cd-single
1. "Cool" (Album Version) -3:09
2. "Cool" (Photek Remix) -5:19
3. "Hollaback Girl" (Dancehollaback Remix door Tony Kanal) -6:53
4. "Cool" Video -4:06